# هوشنشواند
هوشنشواند (به آلمانی: Höchenschwand) یک شهر در آلمان است که در Waldshut واقع شده‌است. هوشنشواند ۲٬۵۴۹ نفر جمعیت دارد.